# Peter Bagge (1710–1779)
Peter Samuelsson Bagge, även kallad Petter, född 20 februari 1710 i Marstrands församling, Göteborgs och Bohus län, död 29 oktober 1779 i Göteborgs domkyrkoförsamling, var en företagare i Göteborg och representant för staden som ledamot av borgarståndet vid fyra riksdagar 1751–1766 och var ansluten till hattpartiet.

## Biografi
Peter Bagge var son till Samuel Bagge, handlande i Marstrand, och Elin Stensdotter Brag, samt sonson till Fredrik Bagge, kyrkoherde i Marstrand. Peter Samuelsson Bagges styvmor hette Catharina Olofsdotter Ström (1694–1763) och var syster till de stora järnhandlarna Hans Olofsson Ström och Berge Olofsson Ström. Peter Bagge gifte sig med Anna Christina Thorsson (1711–1779), dotter till kaparkaptenen Anders Thorsson och Anna Thalena Gathe och tillsammans fick de bland annat sonen Peter Bagge, född 1743, som senare också skulle göra sig ett namn som handelsman.
Peter Bagge gick i Marstrands skola tills han femton år gammal skickades till Flensburg, där han på ett års tid lärde sig tyska, både att räkna och skriva. Efter hemkomsten 1725 fick han tjänst på ett av den tidens förnämsta handelskontor i Göteborg hos Hans Olofsson Ström, där han fick övning i korrespondens, bokhålleri och annat som hör till grosshandel. Han reste sedan till England, tog vägen till Hull, reste runt i landet, kom till London där han vistades en tid innan han återvände till Göteborg för att starta egen verksamhet.
Bagge fick burskap som handlare i Göteborgs stad 1735 då han tillsammans med Samuel Schutz startade firman Peter Bagge & Samuel Schutz som de drev fram till 1743. Mot slutet kom Bagge på obestånd och bosatte sig därför i Köpenhamn. Efter några år kom han tillbaka till Göteborg för att 1749 bilda handelsfirman P. Bagge, Wilson & Pike tillsammans med bland andra John Wilson. Senare ersattes Pike av John Hall den äldre och firman fick namnet Bagge, Wilson & Hall. Firman handlade bland annat med järn och var 1752 en av Göteborgs största järnexportörer med 1 300 ton.
1749 startade Bagge tillsammans med Fredrik Henrik Chapman Vikens varv i Majorna, senare kallat Baggens varv, där ett antal ostindiefarare byggdes. I varvets närhet ägde Bagge gården Bellevue som sedermera kallades Höglunds gård. Från 1752 arrenderade han även Gamla varvet som låg nedanför Stigberget, ett arrende som gällde ända fram till 1767, och under dessa år drevs de båda varven som en enhet.
1752 var han med och startade ett garveri. Samtidigt var han direktör och arrendator till Göteborgs spinnhus, det vill säga stadens kvinnofängelse som låg i Gullbergsbro vid Stampen. Utifrån denna verksamhet började Bagge ägna sig åt fåravel, och skapade ett så kallat schäferi. På sommaren 1754 anlände till Göteborg 43 baggar och 55 tackor, vilket snart gjorde spinnhuset i det närmaste självförsörjande på ull. Verksamheten vi spinnhuset missköttes dock grovt under Bagges tid som direktör. Fångarna var i uselt skick, fick arbeta för mycket och hade dåliga möjligheter att hålla sig rena.
Mellan 1755 och 1760 drev Bagge det första Grönlandskompaniet i Göteborg som anordnade valjakt i haven kring Grönland. Under perioden tillverkade företaget mellan 100 och 200 tunnor tran per år, dock inte alltid av val utan även från säl. Kompaniet lades ner på grund av dålig lönsamhet.
Tillsammans med Vollrath von Öltken var Bagge även delägare i ett brännvinsbränneri som låg i närheten av spinnhuset ute på Stampen. Vollrath von Öltken hade låtit bygga bränneriet 1764 då han påtagit sig att årligen bränna 1 200 tunnor spannmål, vilket var den mängd som Göteborg ålagts att bränna till försäljning för bolag, krögare, gästgivare etc. I villkoren för tillståndet ingick även att han fick brygga öl till försäljning. Det hela var ett lokalt monopol för Göteborg på brännvinstillverkning till försäljning. Men bara efter två år blev von Öltken av med tillståndet till brännvinsbränning, vilket istället övertogs av bryggarämbetet. Därefter låg brännvinsbränneriet nere i tio år för att i slutet av 1775 säljas för 24 000 daler silvermynt till kronan när det statliga monopolet infördes.
Bagge hade rest i England och där låtit sig inspireras av ett moderniserat jordbruk. Dessa tankar förverkligade han på Åsklosters kungsgård i Halland, som han arrenderade och vars jordbruk under denna period i hög grad effektiviserades.
Utöver alla dessa verksamheter ägde Bagge även tobaksplantager utanför Göteborg, en väderkvarn, ett tegelbruk, en kalkugn, ett sillsalteri med rökhus i Majorna och han var intressent i ett glasbruk. Petter Bagge var ledamot av borgerskapets äldste.